# Комацу, Тэрухиса
Маркиз Тэрухиса Комацу (小松 輝久, Комацу Тэрухиса, 12 августа 1888 — 15 ноября 1970) — японский военно-морской деятель, вице-адмирал (1940).

## Биография
Родился в Токио. Четвёртый сын генерал-лейтенанта, имперского принца Китасиракавы Ёсихисы (1847—1895), 2-го главы дома Китасиракава-но-мия (1872—1895). В 1910 году принц Тэрухиса отказался от статуса имперского принца и получил новую фамилию «Комацу» и титул маркиза в честь своего умершего дяди, принца Комацу Акихито (1846—1903).
В 1909 году Комацу Тэрухиса окончил 37-й класс Военной академии Императорского флота Японии, заняв 26-е место из 179 выпускников. Начал в том же 1909 году свою военную службу гардемарином и мичманом на крейсере «Асо», затем служил матросом на броненосце «Сацума».
В чине младшего лейтенанта Комацу окончил курсы корабельной артиллерии и торпедные курсы, служил на линкоре «Кавати» в 1912 году. В 1913 году заседал в Палате пэров Японии. Позднее служил на крейсерах «Соя» и «Курама». 13 декабря 1915 году ему было присвоено звание лейтенанта. Служил на крейсере «Конго», эсминцах «Югурэ» и «Уракадзе», линкоре «Ямасиро» во время Первой мировой войны.
В 1919 году после окончания Высшей военной академии Императорского флота он получил звание лейтенант-коммандера. Впоследствии он служил на различных штабных должностях. В 1925—1927 годах он изучал морское дело в Великобритании, получив чин коммандера. После возвращения в Японию он был назначен командиром эсминца Нокадзе 1 апреля 1927 года. В дальнейшем он был старпомом на крейсере «Исудзу» в 1929 году и линкоре «Нагато» в 1930 году.
1 декабря 1930 года Комацу Тэрухиса получил звание капитана. В 1931 году маркиз стал командиром минного заградителя «Ицукусима», в 1932 году — подводной лодкой «Йнгей», лёгкого крейсера «Кисо» в 1933 году, тяжелого крейсера «Нати» в 1935 году.
1 декабря 1936 года Тэрухиса получил чин контр-адмирала, в 1937 году — командир 1-й эскадры подводных лодок (SubRon 1), в том же году стал начальником школы подводного флота в Куре.
15 октября 1940 году Комацу Тэрухисе было присвоено звание вице-адмирала. 15 ноября 1940 года он назначен командующим оборонительного района Рйоюн. С 5 июля 1941 по 14 февраля 1942 годах маркиз командовал 1-м китайским экспедиционным флотом. С 16 марта 1942 по 21 июня 1943 года командовал 6-й подводным флотом на Тихоокеанском театре военных действий. Участвовал в боях в районе Гуадалканала. 21 июня 1943 года маркиз был назначен комендантом военно-морской базы в районе Сасебо.
4 ноября 1944 года Комацу Тэрухиса был назначен комендантом Военной академии Императорского флота. 21 мая 1945 года он ушел с военной службы и был зачислен в резерв.